# Schellenbruch
Schellenbruch ist ein Ortsteil der Gemeinde Eitorf im Rhein-Sieg-Kreis. Da der Hof direkt an der Römerstraße liegt, die auch die Grenze zur Gemeinde Ruppichteroth bildet, wurde durch wechselnde Bebauung auch schon mal die Gemeindezugehörigkeit gewechselt.

## Lage
Schellenbruch liegt im Nutscheid auf einer Höhe von 270 m ü. NHN. Nachbarorte sind südlich der Kapellenort Hönscheid und westlich Schneppe, etwas entfernt im Norden liegt Oberlückerath.

## Geschichte
1809 wurde Schellenbroch in der Gemeinde Ruppichteroth, Commüne Velken aufgeführt. Der Hof war damals unbewohnt.
1885 hatte Schellenbruch ein Wohngebäude mit einem Einwohner.
1901 gab es hier den Haushalt des Ackerers Franz Peter Schmitz, der 1925 von seiner Witwe geführt wurde.